# Hottwil
Hottwil est une localité de Mettauertal et une ancienne commune suisse du canton d'Argovie.

## Histoire
Hottwil est une ancienne commune suisse. La localité se situe dans le district de Brugg avant le 1er janvier 2010. Hottwill a fusionné avec les communes d'Etzgen, de Mettau, d'Oberhofen et de Wil qui font partie du district de Laufenburg. La fusion est effective depuis le 1er janvier 2010, et la localité est rattaché au district de Laufenburg depuis la fusion. Son ancien numéro OFS est le 4101.

## Références

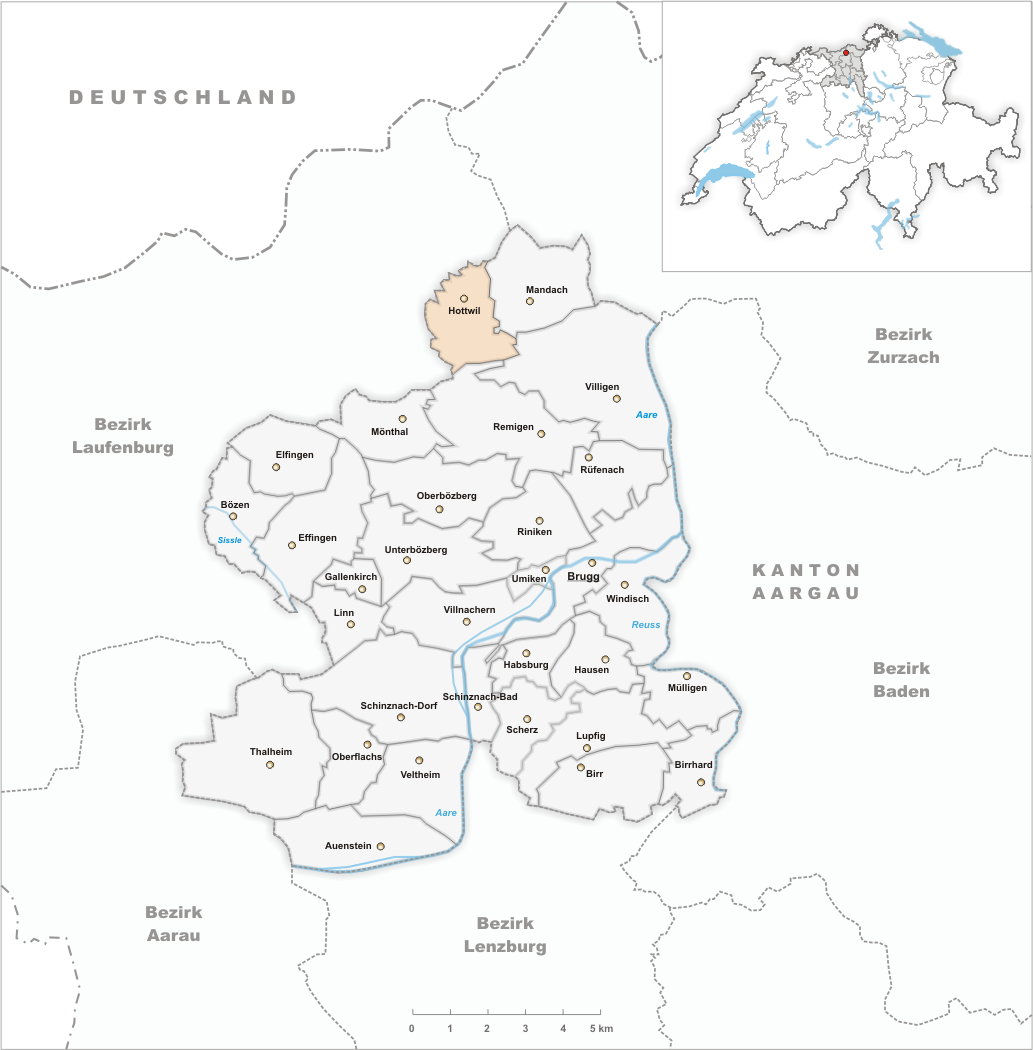
Carte de l'ancienne commune d'Hottwil dans le district de Brugg.